# Plantin (Tranvía de Amberes)
La estación de Plantin es una estación de la red de Tranvía de Amberes, perteneciente a la sección del premetro, operada por las líneas    y .
Se encuentra en el túnel sur de la red, bajo las Simonstraat y Plantil.

## Presentación
La estación fue inaugurada el 10 de marzo de 1980. Pertenece a la segunda frase del Premetro de Amberes. Se caracteriza por estar decorada mayormente en mármol.
El primer nivel contiene las máquinas dispensadoras. En los niveles segundo (andén hacia Opera y Astrid) y tercero (andén hacia la salida del túnel).

## Intermodalidad
| Antwerpen Mercatostraat |                       |
| Autobuses de Amberes |                       |
| --- | --------------------- |
| \| Línea \| Recorrido \| \| ----- \| --------------------- \| \| 17 \| UZA ↔ Brouwersvliet \| \| 20 \| Borsbeek ↔ Centraal \| \| 21 \| Neerland ↔ Centraal \| \| 32 \| Edegem ↔ Centraal \| \| 429 \| Herentals ↔ Antwerpen \| |                       |
| Línea | Recorrido             |
| 17 | UZA ↔ Brouwersvliet   |
| 20 | Borsbeek ↔ Centraal   |
| 21 | Neerland ↔ Centraal   |
| 32 | Edegem ↔ Centraal     |
| 429 | Herentals ↔ Antwerpen |